# ひがもえる
ひが もえる（本名：比嘉 崇（ひが たかし）、1974年11月4日 - ）は、日本のお笑い芸人。沖縄国際大学中退。所属事務所はソーレアリア。沖縄県出身。

## 来歴
興南高校の同級生である小波津正光（まーちゃん）と、1994年にお笑いコンビ「ぽってかすー」（沖縄弁で間抜けの意）を結成（現在は活動休止中）。沖縄時代はFECオフィスに所属。コンビではシーサー比嘉の名前を使用。有吉弘行や小籔千豊と同期。
沖縄のローカルタレントとして活動していたが、1999年に東京進出、ソーレアリアに所属。上京後に先輩芸人のトークライブ「アニメ会」を観たことをきっかけにアニメにハマり、同人誌制作まで始めるほどになる。2008年に相方の小波津が沖縄に戻り再びローカルタレントに転向したが、秋葉原通いを続けたいがために東京に居残り続けており、そのためにコンビは活動休止状態にある。ピン芸人として、主にライブやアニメ、アイドル関連の仕事をこなしている。

## 人物
- 身長176cm[1]、体重80kg[1]。趣味はアニメとギャルゲー[3]。同人誌製作もしている[3]。SKE48のファン。
- アニメ芸人が集まって結成されたトークユニット「アニメ会」のメンバー。
- 滑舌が悪く、かなりの率で滑舌の悪さについていじられる。
- アニメ会のポッドキャスト番組「アニメ会の『ヲタめし!』」では問題点が多いと言われて比嘉への苦情を「比嘉を考える会」宛に送ってくれと言われていた。
- 同人誌制作を行っており、ひがスィーと言うペンネームで同人誌を出した事があるが、現在は芸名を使用。
- 2015年4月1日に芸名を比嘉モエルから、ひらがな表記のひがもえるに改名する。
- ネタは基本的に漫画やアニメのマニアックな知識を前提としたものばかりであり、ガンダムのジムになりきっての1人コントなどを行う。他に手塚治虫やキティちゃんのネタもある。
- 地上波での初のピンネタ披露は『有田P おもてなす』（2018年10月20日）。小宮山悟が、たまたま見に行ったライブにて「あの年であんなネタをしているなんて」と印象に残っていたことによる起用だった。

## 出演

### ぽってかすー時代
- 人類滅亡と13のコント集（日本テレビ、2005年1月15日）

### ピン
- PLATOn（J-WAVE）2009年6月16日放送分に同じ「アニメ会」のサンキュータツオと共にゲスト出演
- 『MAG・ネット〜マンガ・アニメ・ゲームのゲンバ〜』2011年月20日放送「『プリキュア』シリーズ」特集（NHK衛星第2）
  - 「ファンのゲンバ」で出演、自身が主催した「プリキュア」のオフ会が取材される。
- 『下流の宴』（2011年5月 - 7月、NHK） - 居酒屋のお客さん役
- 『AKBINGO!～あなたも挑戦！AKB検定にファン芸人大集合～』（日本テレビ、2012年5月17日）
- 『シルシルミシル』（テレビ朝日、2013年7月13日）
- 『最近、妹のようすがちょっとおかしいんだが。』本人役（2014年3月6日放送、第9話）
- 『有田P おもてなす』（2018年10月20日、NHK）
- 『東京アディオス』（2019年）